# Tortue Jeulin
La tortue Jeulin était un robot créé en 1981 par la société Jeulin, lors du plan informatique pour tous. Ce robot s'appuyait sur le langage Logo, et était plus spécifiquement destiné aux écoles primaires.